# Мануель Базіліо Бустаманте
Мануель Базіліо Бустаманте Піріс (ісп. Manuel Basilio Bustamante Piris; 20 червня 1785 — 11 листопада 1863) — уругвайський політик, голова Сенату й тимчасовий президент країни у 1855—1856 роках.

## Біографія
Починав кар'єру зі служби в армії. Пізніше переїхав до Буенос-Айреса, де став членом міської ради.
У 1830—1834 роках представляв департамент Колонія у Палаті представників новоствореної Східної Держави Уругвай. Кілька разів переобирався до законодавчого органу спочатку від Соріано, а потім від Мальдонадо. Під час останньої каденції в Палаті представників став також і сенатором, а згодом очолив Сенат.
Після повстання та подальшої відставки Венансіо Флореса виконував функції голови держави.